# Trinquete de Muller
En genética evolutiva se conoce por trinquete de Muller (en honor a Hermann Joseph Muller) al proceso por el que los genomas de una población asexual acumulan mutaciones perjudiciales de forma irreversible.

Ilustración de un trinquete

Muller propuso este mecanismo como teoría para explicar la evolución del sexo. Debe señalarse que, aunque Muller propuso su trinquete para explicar el éxito de la reproducción sexual sobre la reproducción asexual, el efecto puede no ser común en organismos que se reproducen asexualmente pero realizan otras formas de recombinación, y podría observarse en las partes del genoma de organismos que se reproducen sexualmente pero no están sujetas a recombinación.

## Explicación
La reproducción asexual hace que los genomas se hereden como bloques indivisibles, por lo que en cuanto los genomas menos mutados de una población asexual empiezan a portar al menos una (adicional) mutación perjudicial, no se puede esperar encontrar ningún genoma con menos mutaciones en las generaciones futuras (excepto como resultado de una poco probable retromutación). En poblaciones sexuales, el proceso de la recombinación genética permite que los genomas de la progenie sean distintos de los genomas de los progenitores. En particular, se puede generar progenie con genomas con menos mutaciones a partir de genomas progenitores muy mutados, aportándole al genoma de la progenie cromosomas progenitores sin mutaciones o trozos de cromosomas sin mutaciones.
Entre los protistas y procariotas existe una plétora de organismos supuestamente asexuales. Cada vez se descubren más de ellos que intercambian información genética mediante una diversa variedad de mecanismos. Por otro lado, se conoce con bastante seguridad que los genomas de las mitocondrias y los cloroplastos no se recombinan y sufrirían el efecto del trinquete de Muller si no fueran tan pequeños. Efectivamente, la probabilidad de que los genomas menos mutados de una población asexual terminen portando al menos una (adicional) mutación depende en gran medida de la tasa de mutación, y esta depende más o menos linealmente del tamaño del genoma (más exactamente, del número de pares de bases presentes en los genes activos). Sin embargo, las reducciones del tamaño del genoma, especialmente en parásitos y simbiontes, también pueden ser resultado de la selección directa para deshacerse de los genes que han dejado de ser necesarios. Por tanto, un genoma más pequeño no es una indicación segura de la acción del trinquete de Muller.
En organismos de reproducción sexual, cromosomas o regiones cromosómicas no recombinantes (por ejemplo, el cromosoma Y mamiferiano) también pueden sufrir el efecto del trinquete de Muller. Y, de hecho, esas secuencias no recombinantes tienden a disminuir en tamaño y evolucionar rápidamente. Sin embargo, esa evolución rápida puede deberse también a la incapacidad de estas secuencias de reparar el ADN mediante la reparación asistida por plantillas que, en la práctica, es igual a un aumento de la tasa de mutación. Por tanto, no es fácil atribuir esos casos de disminución del genoma y/o evolución rápida tan solo al trinquete de Muller sensu stricto, es decir, a una acumulación acelerada de mutaciones perjudiciales que está causada por una incapacidad de generar progenie recombinante.
El trinquete de Muller se acelera en poblaciones más pequeñas y se piensa que establece límites para el tamaño máximo de los genomas asexuales y la continuidad evolutiva a largo plazo de los linajes asexuales (pero se piensa que algunos linajes asexuales son bastante antiguos: por ejemplo, los rotíferos bdelloidea parece que son asexuales desde hace 40 millones de años).
Debe señalarse además que se han propuesto una variedad de procesos ecológicos y de genética de poblaciones para explicar el éxito de las formas sexuales, y todavía no está claro cuál de ellos es verdaderamente crucial (ver evolución del sexo y la hipótesis de la Reina Roja).